# アルギナーゼ
アルギナーゼ(Arginase、EC 3.5.3.1)は尿素回路の酵素の１つで、以下の化学反応を触媒する。
アルギニン + 水 {\displaystyle \rightleftharpoons } L-オルニチン + 尿素
酵素はマンガン原子を含んでおり酵素活性にはマンガンが必要である。
カフェインがアルギナーゼ活性を抑制するとラットで示された。